# Parc national du Gennargentu
Le parc national du Gennargentu ou parc national du Golfe d'Orosei et du Gennargentu   (en italien : Parco Nazionale del Golfo di Orosei e del Gennargentu), est un parc national italien situé en Sardaigne. Fondé en 1998, il couvre une superficie de 730 km² dans l'est de la Sardaigne. 

## Géographie
Le parc se trouve dans les provinces de Nuoro et de l'Ogliastra.
Punta La Marmora, la plus haute montagne de Sardaigne (1834 mètres) se situe dans le massif du Gennargentu.

## Faune
La faune du parc comprend le Felis lybica sarda (également connu sous le nom de chat sauvage sarde), la martre, la belette, le renard sarde. Dans les montagnes on trouve les mouflons, cerfs sardes, sangliers, renards, chats forestiers et de grands rapaces (aigle royal, vautour fauve, aigle de Bonelli, faucon pèlerin, autour des palombes, épervier...). Les mammifères marins comprennent le rorqual commun, le cachalot et diverses petites baleines et dauphins. 
Sur la côte, sur le golfe d'Orosei, on peut voir quelques rares phoques moines.

## Golfe d'Orosei

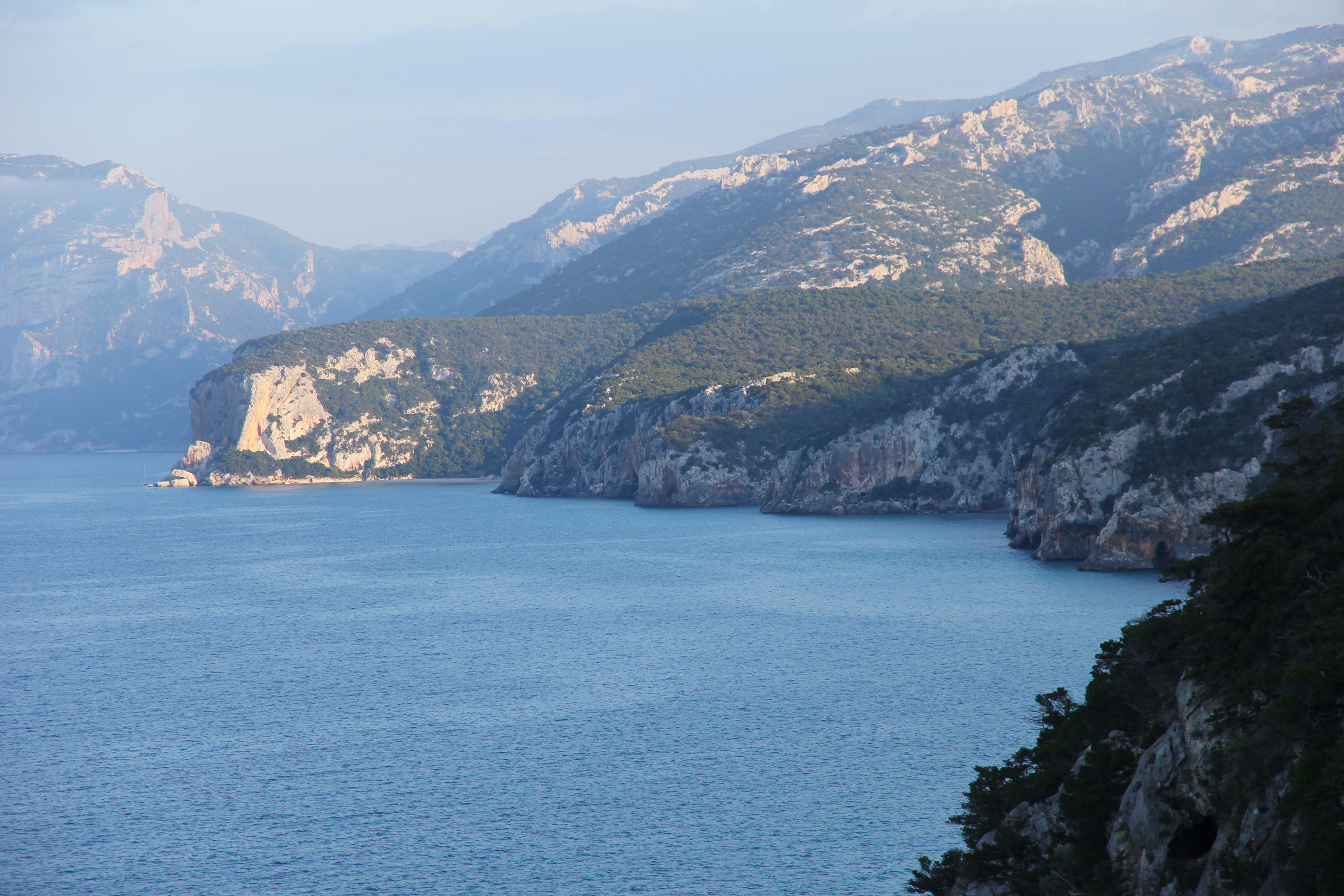
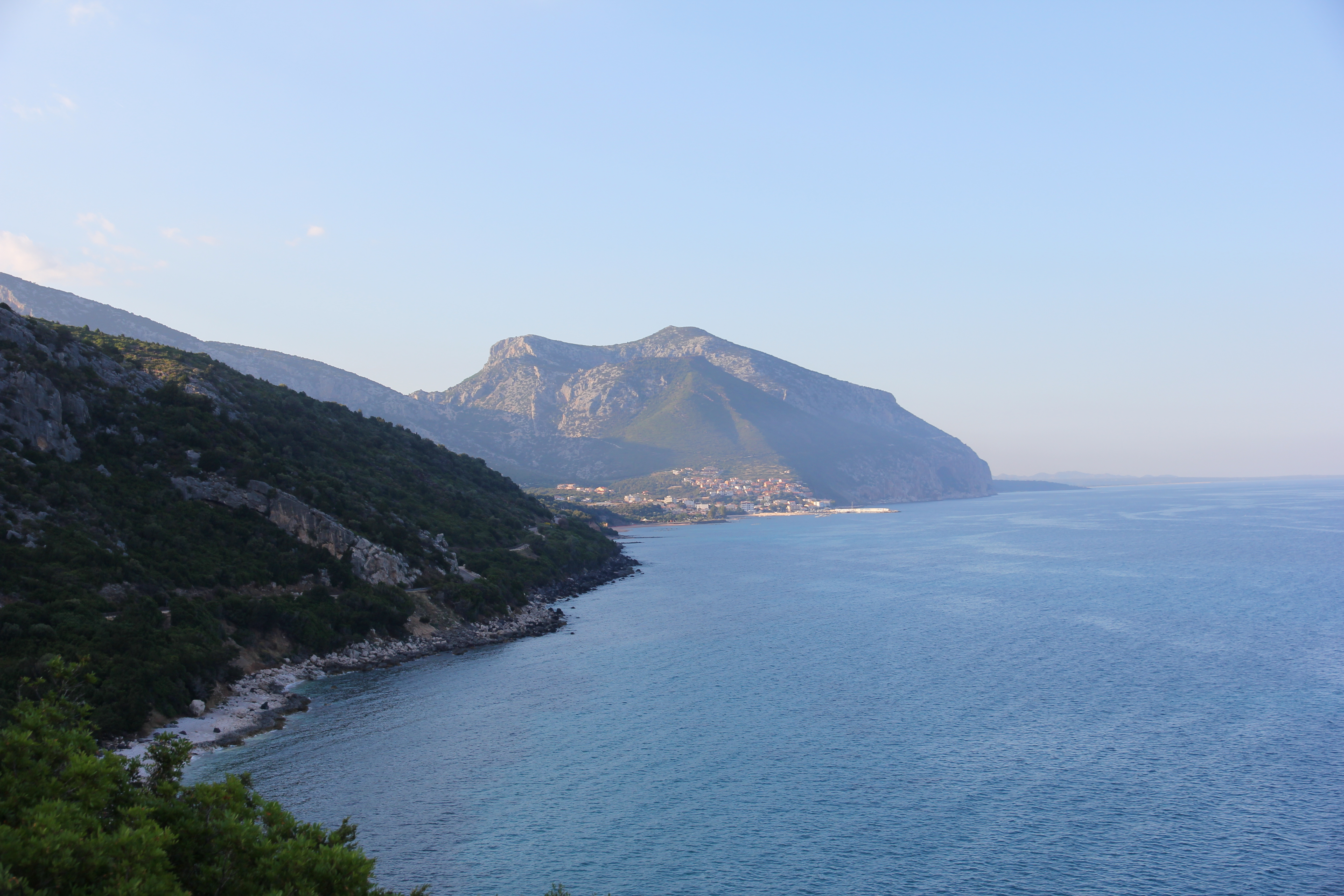
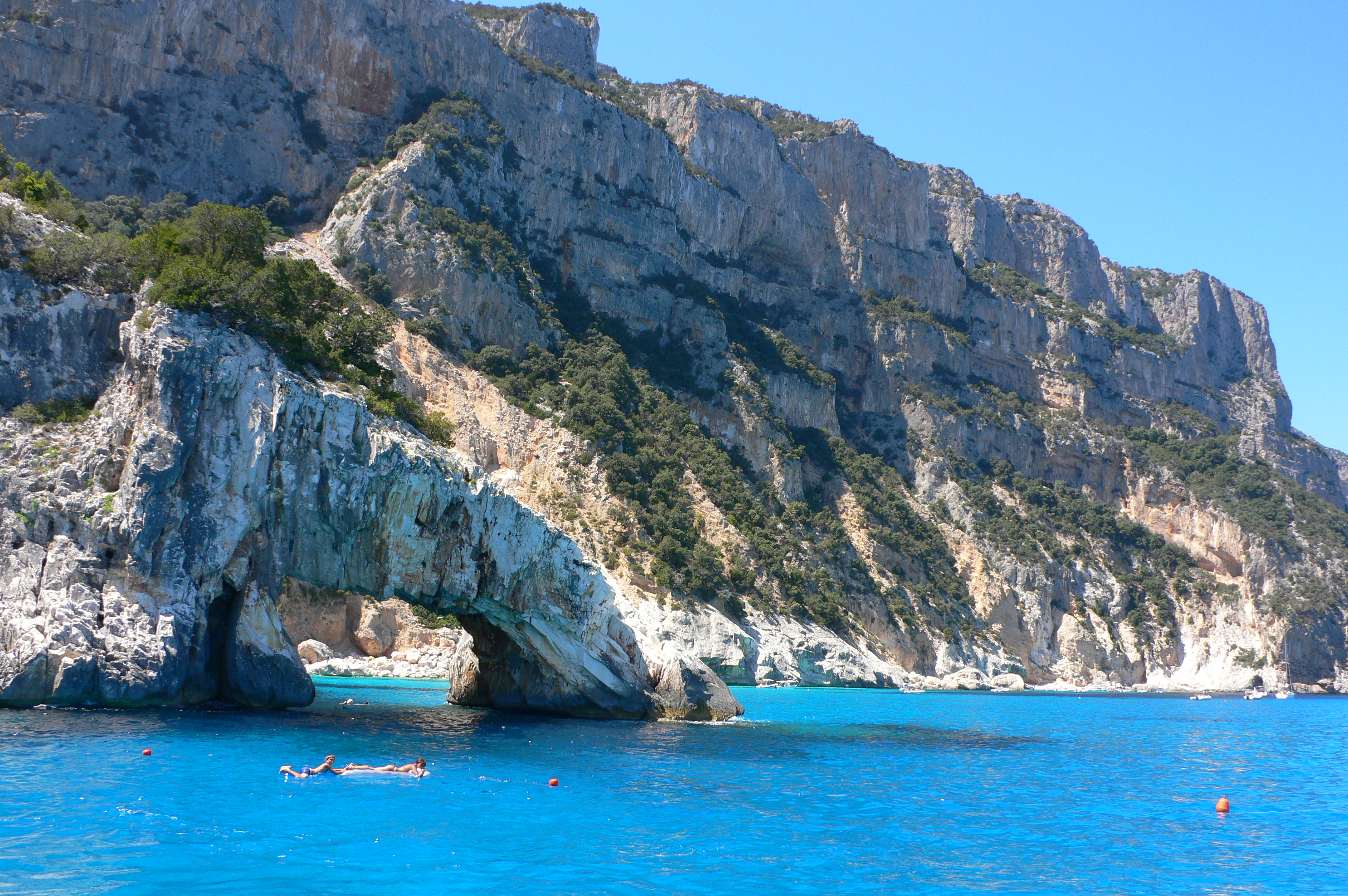
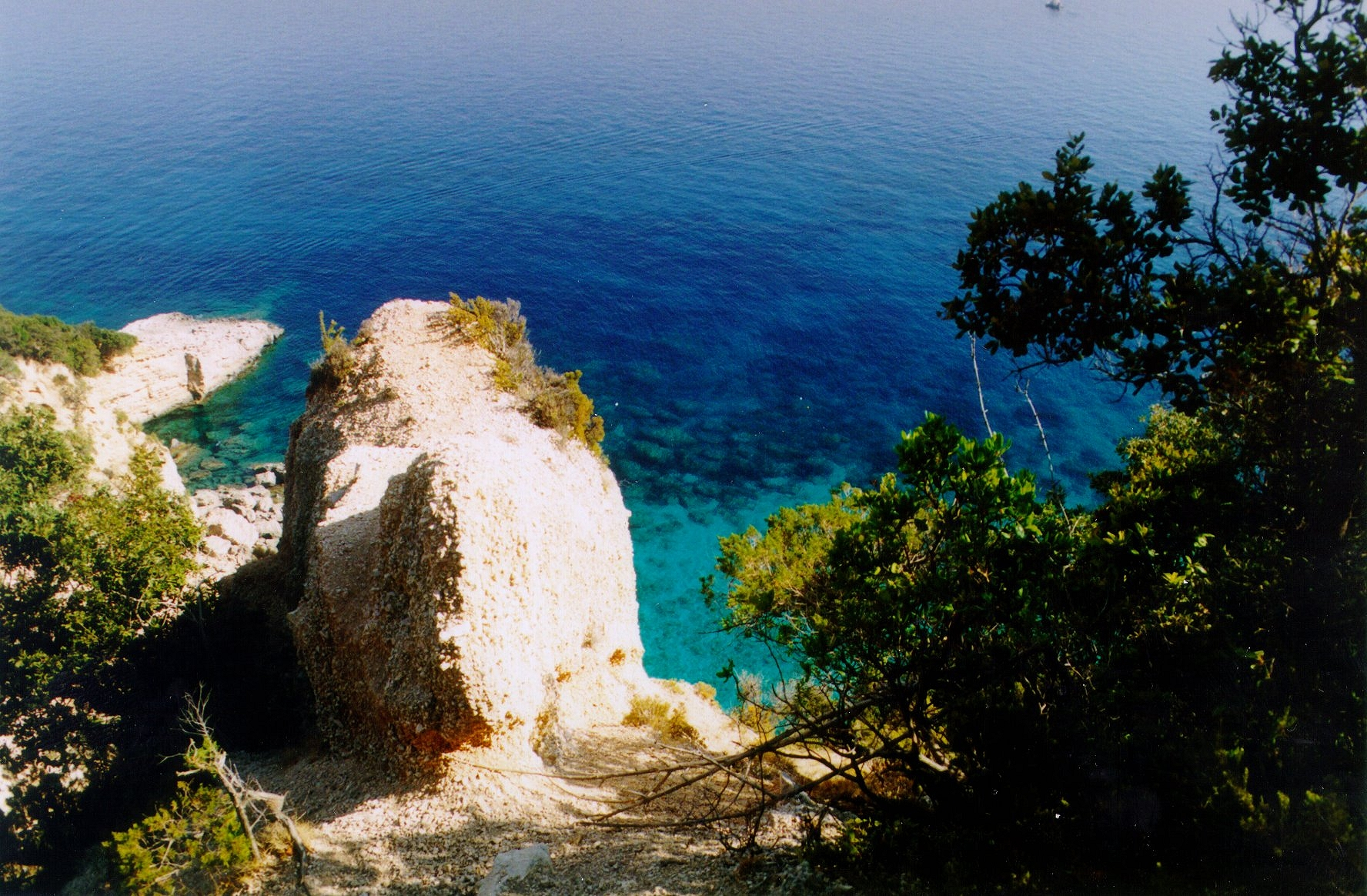
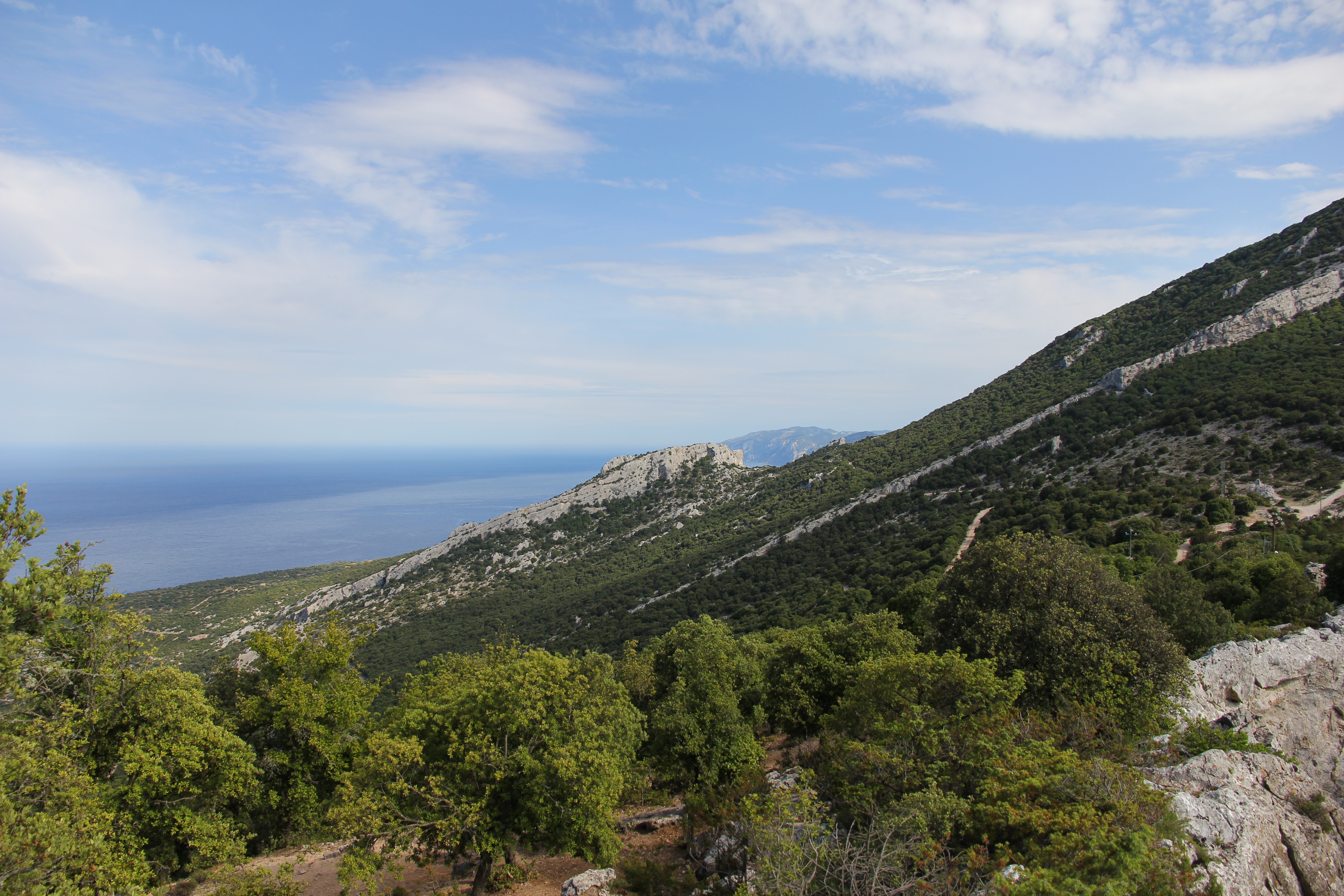
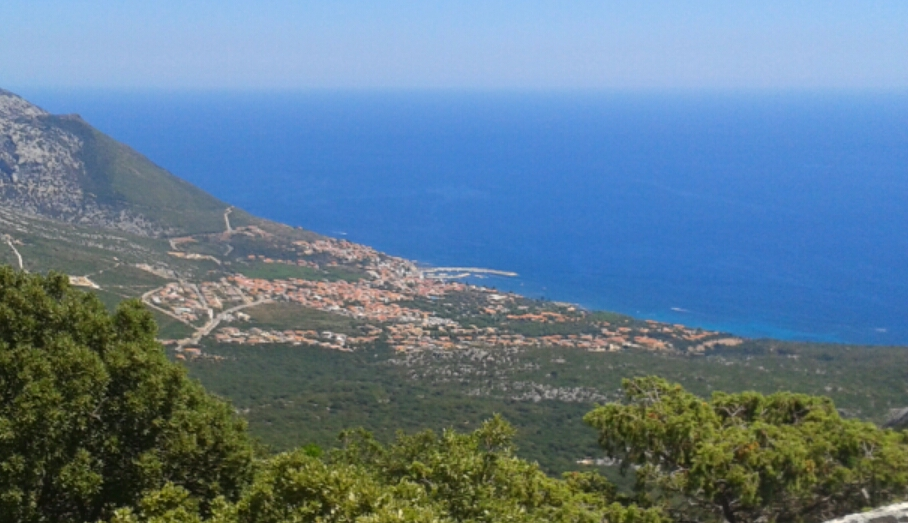

## Massif du Gennargentu

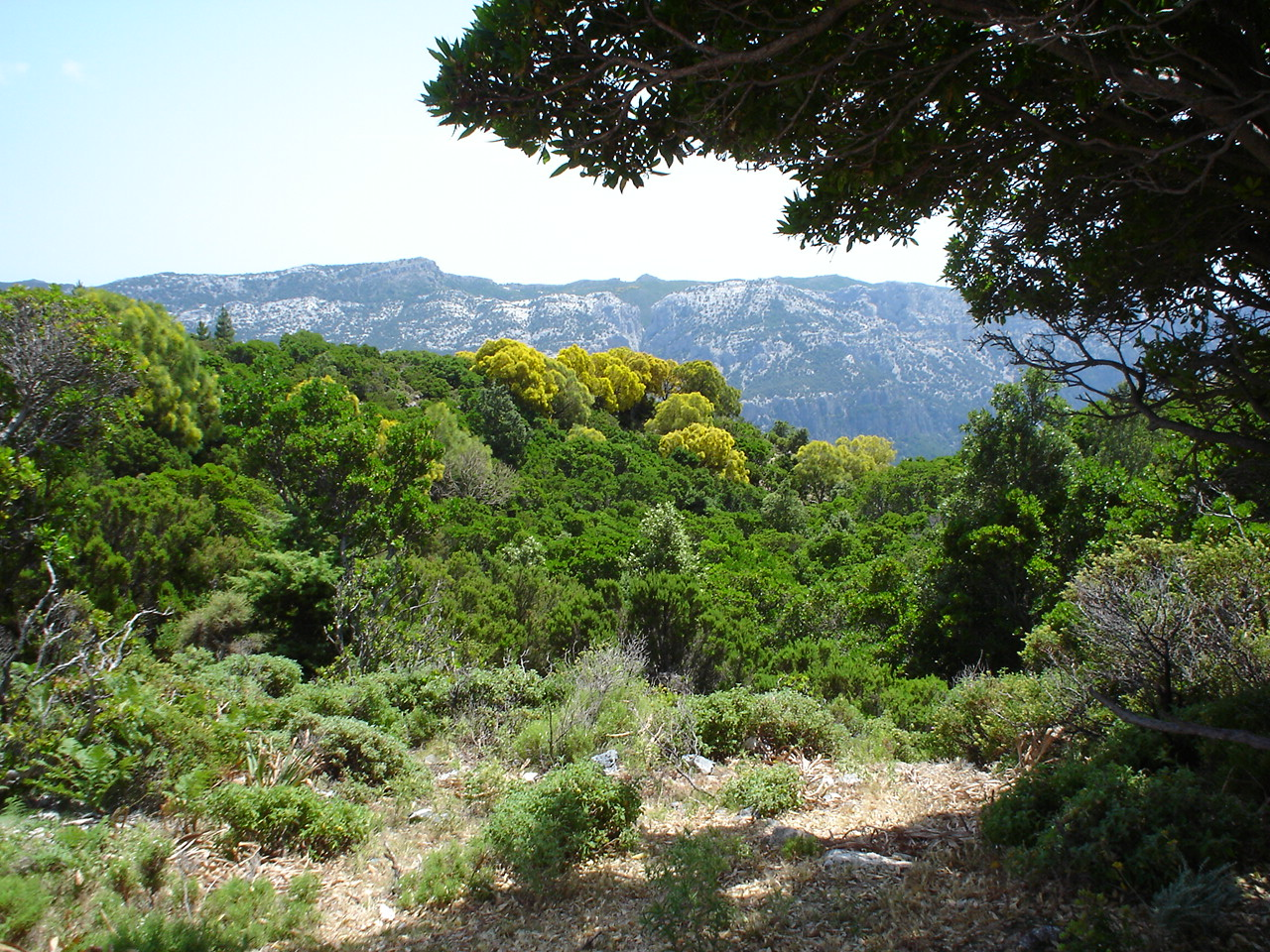
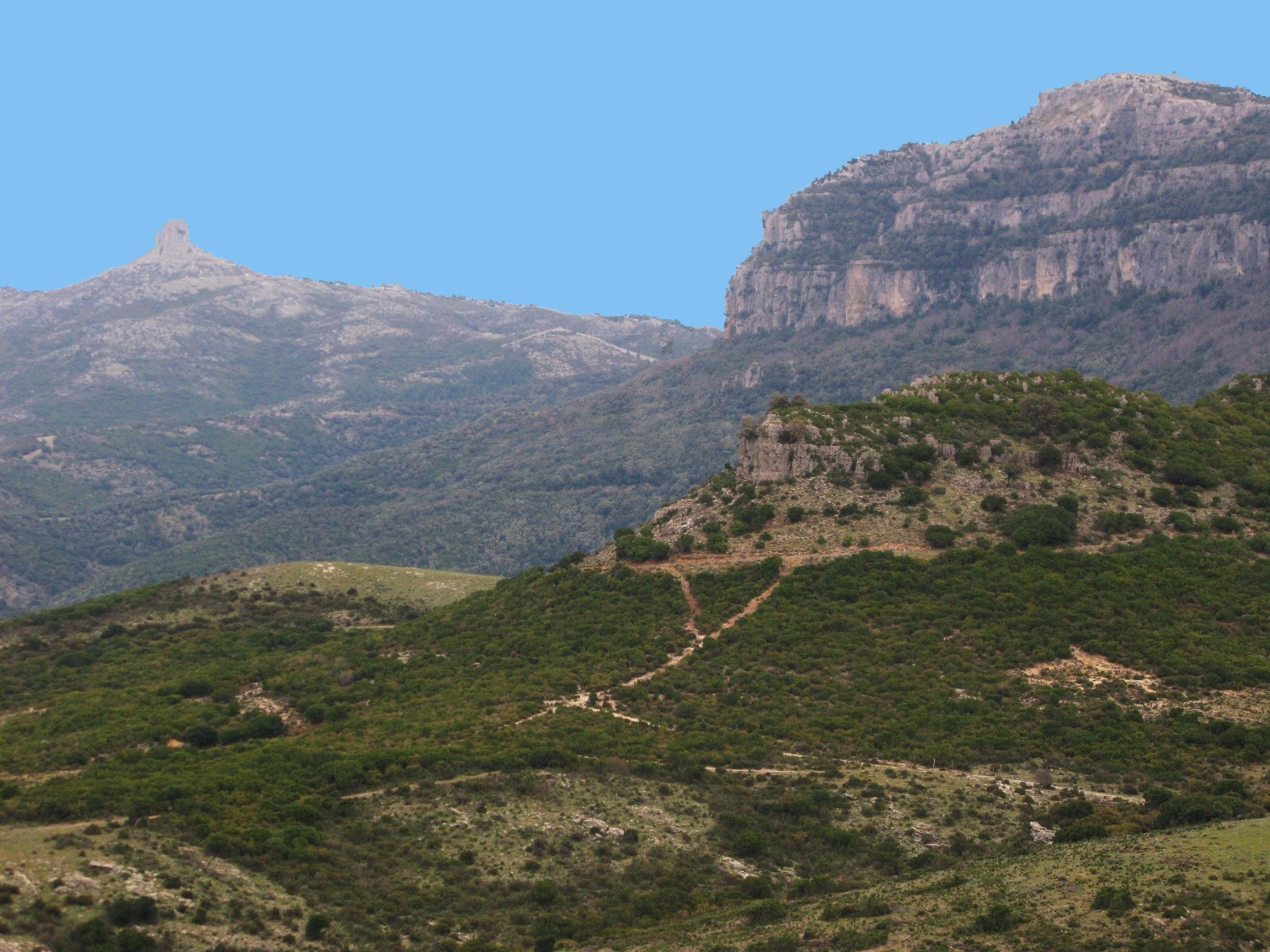
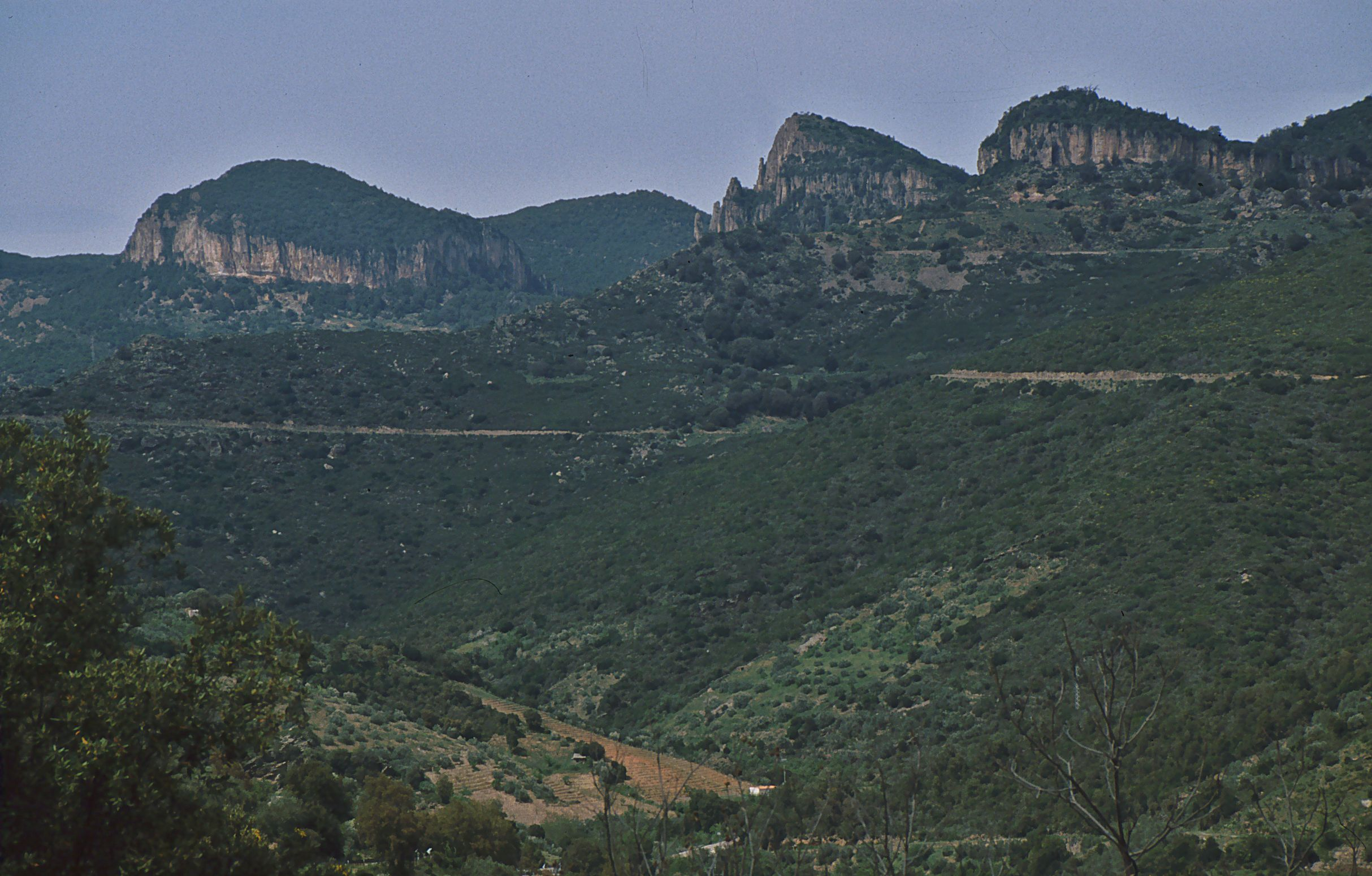
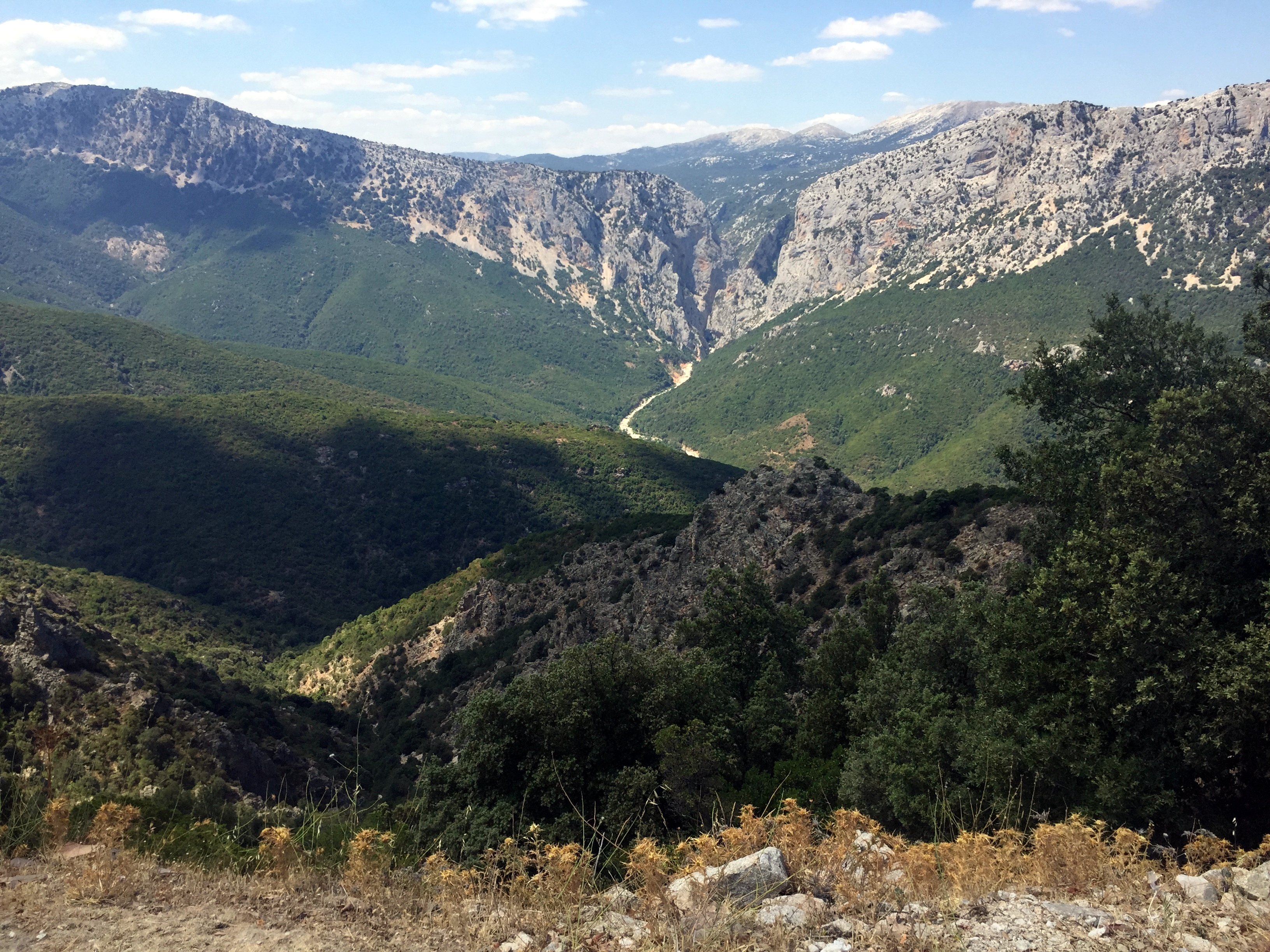
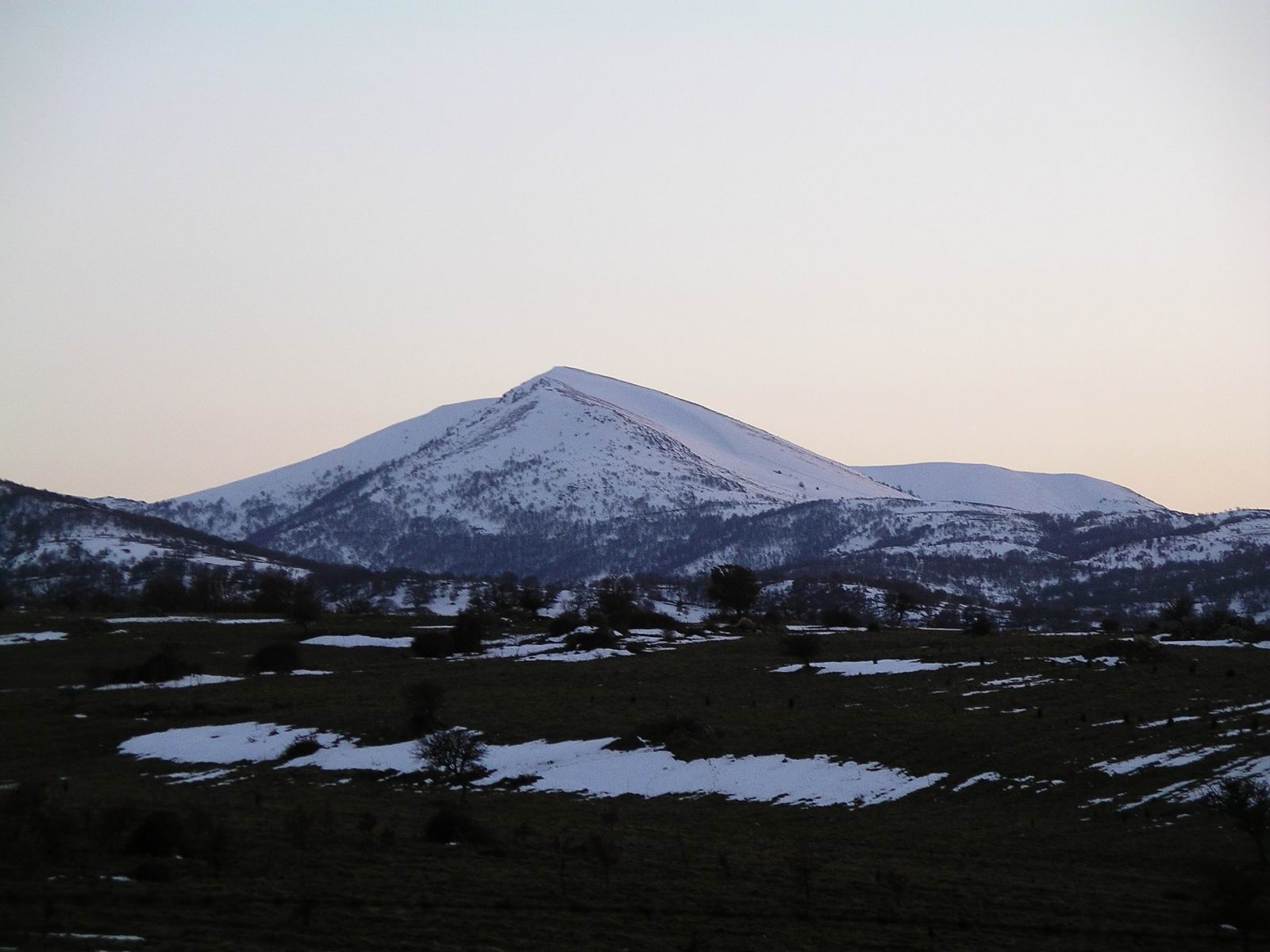
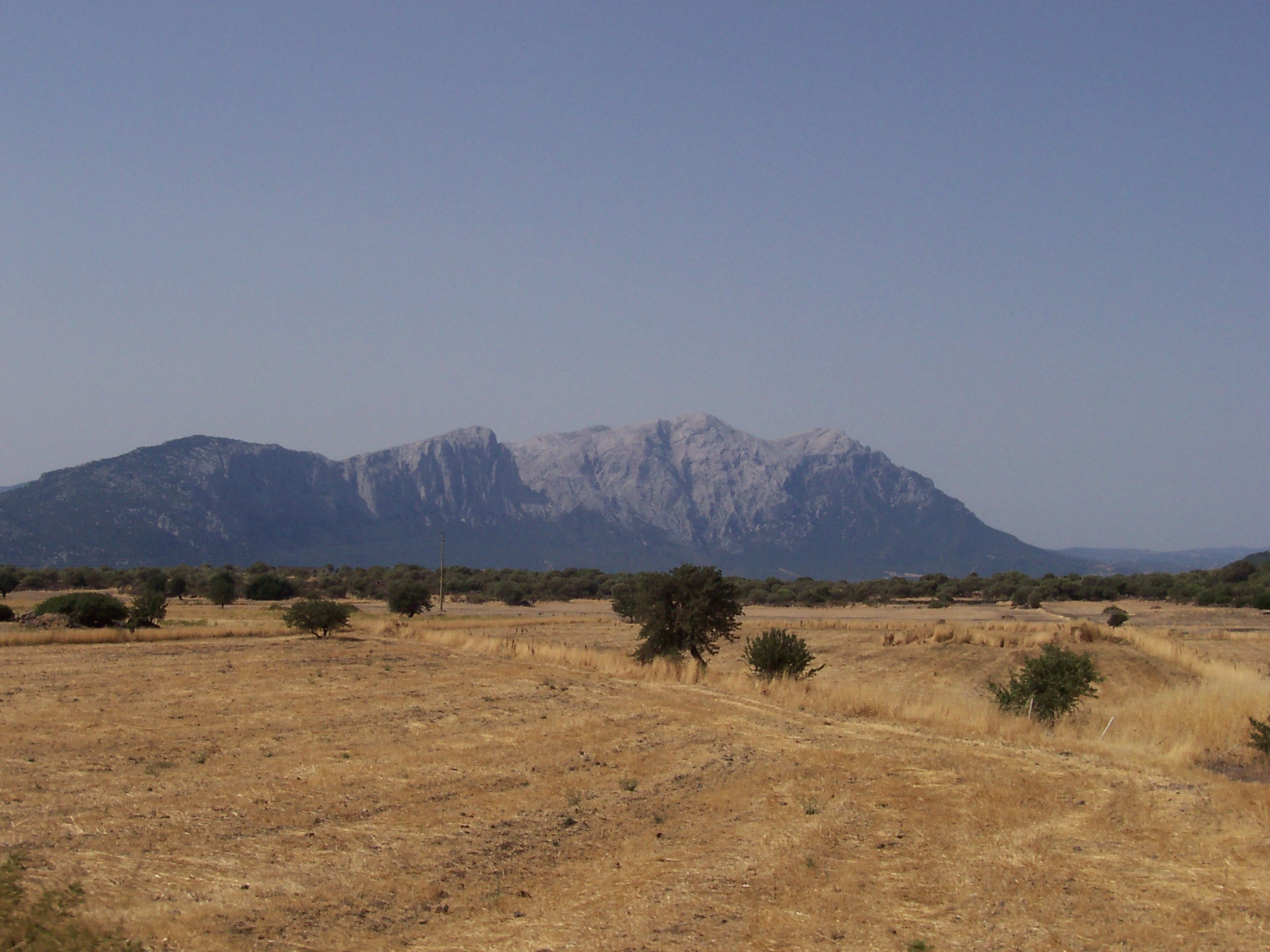

## Liens externes

Carte du parc national